# Borracheiro
Borracheiro (portugál) – teherhordó. A középkori Portugália hegyvidékein (ahol kocsin nem lehetett az árut szállítani) kialakult szakma, amelynek képviselőit a fuvarosokhoz hasonlóan becsülték meg; saját céhük is volt.
Kivételes természeti körülmények között – főleg olyan a hegyvidékeken, ahol még az öszvér sem megy el, illetve tartásához nincs elég takarmány – a szakma szórványosan máig fennmaradt. Az egyik ilyen hely Madeira, ahol Porto da Cruzban a helyi folklór részének tekintik.
Madeira fővárosa, Funchal vásárcsarnokában egy nagy azulejo örökíti meg a borracheirók munkáját.